# Изложба „Из Фонда младих” (1992)
Изложба „Из Фонда младих” се одржала у периоду од 6. до 31. августа 1992. године, у Уметничком павиљону „Цвијета Зузорић” у Београду.

## Излагачи
1. Нада Алавања
2. Љиљана Блажеска
3. Милан Блануша
4. Јармила Вешовић
5. Јоана Вулановић
6. Горан Гвардиол
7. Божидар Дамјановски
8. Драган Добрић
9. Марија Драгојловић
10. Снежана Дмитровић Здравковић
11. Станко Зечевић
12. Бора Иљовски
13. Биљана Вилимон Јанковић
14. Душан Јуначков
15. Весна Кнежевић
16. Милица Којчић
17. Велизар Крстић
18. Слободан Крстић
19. Милан Циле Маринковић
20. Слободана Матић
21. Стјепан Мимица
22. Душан Оташевић
23. Јован Ракиџић
24. Игор Степанчић
25. Слободан Трајковић
26. Радислав Тркуља
27. Александар Цветковић